# Flucht von der Insel
Flucht von der Insel ist ein Kinder- und Jugendroman von Johanna von Koczian. Der Roman setzt die Jugendbücher Abenteuer in der Vollmondnacht sowie Der geheimnisvolle Graf fort und schließt sie gleichzeitig ab.

## Inhalt
Rhonn, der aus der Zukunft stammt, beschließt, seinem Freund Mark aus dem 20. Jahrhundert mal wieder einen Besuch abzustatten. Diesmal plant er keine weite Reise in die Vergangenheit, sondern möchte das „Benzinzeitalter“ ein wenig studieren. Vor allem will er einmal lebendige Krokodile sehen, da diese in seiner Gegenwart ausgestorben sind. Er trifft Mark in München an und beide beschließen, nach Jamaika zu fliegen, da Mark sich dort etwas auskennt. Seine Familie verbrachte dort ihren letzten Urlaub.
Er erinnert sich an den jungen Mann Leroy, dessen Schwester auf einer Krokodilfarm arbeitet. Leroy selbst gibt Führungen durch einen Höhlenkomplex der Runaway Bay, aus der einst Don Cristobal Arnaldo di Yassi, ein spanischer Gouverneur, von englischen Eroberern entkam. Mark und Rhonn lassen sich zunächst von Leroy durch die Höhlen führen, ehe sie zur  Farm fahren und Rhonn sich zum ersten Mal Krokodile anschauen kann. Beeindruckt von der gehörten Geschichte des di Yassi, entschließen sie sich dazu, ins 17. Jahrhundert zu reisen, um der Sache nachzugehen, da Rhonn nicht glauben mag, dass der Spanier wirklich bis nach Kuba gerudert ist. So machen sie sich auf eine weitere gefährliche Reise in die Vergangenheit.